# Neuenburg am Rhein
Neuenburg am Rhein (do 1975 Neuenburg) – miasto w Niemczech, w kraju związkowym Badenia-Wirtembergia, w rejencji Fryburg, w regionie Südlicher Oberrhein, w powiecie Breisgau-Hochschwarzwald. Leży nad Renem, przy granicy z Francją, przy autostradzie A5 i drodze krajowej B378, ok. 7 km na zachód od Müllheim im Markgräflerland.